# المحامي في القانون
المحامي في القانون (( الإنجليزية : Attorney at law)) يختصر عادة في الكلام اليومي إلى المحامي في القانون، هو المصطلح المفضل للمحامي الممارس في بعض الولايات القضائية ، بما في ذلك جنوب أفريقيا (المحامين معينين) ، وسريلانكا ، والولايات المتحدة،  في كندا ، يتم استخدامه فقط في كيبك.
هذا المصطلح له جذوره في الفعل ، أي نقل الحقوق والواجبات إلى الآخر.

## الاستخدام السابق في ايرلندا وبريطانيا
تم استخدام هذا المصطلح سابقًا في إنجلترا وويلز وأيرلندا للمحامين الذين مارسوا في محاكم القانون العام حيث كانوا ضباط في المحاكم وكانوا تحت إشراف قضائي
لم يكن المحامون يظهرون عمومًا كمحامين في المحاكم العليا ، وهو دور محفوظ (كما هو عادة) للمحامين
المحامون ، أولئك المحامون الذين مارسوا في محاكم الإنصاف ، اعتبروا أكثر احترامًا من المحامين وبحلول منتصف القرن التاسع عشر كان المحامون يطلقون على أنفسهم محامون
أعاد قانون المحكمة العليا للقضاء لعام 1873 في إنجلترا وويلز وقانون المحكمة العليا للقضاء (أيرلندا) عام 1877 في أيرلندا تعيين جميع المحامين كمحامين.
في الولايات القضائية الثلاث المنفصلة الآن لإنجلترا وويلز وأيرلندا وأيرلندا الشمالية ، يجب تفسير الإشارات في أي تشريع إلى المحامين على أنها إشارات إلى المحامين.